# Dolichopeza (Dolichopeza) hispanica
Dolichopeza (Dolichopeza) hispanica is een tweevleugelige uit de familie langpootmuggen (Tipulidae). De soort komt voor in het Palearctisch gebied.